# Jana Brejchová
Jana Brejchová  (n. 20 ianuarie 1940, Praga, Protectoratul Boemiei și Moraviei) este o actriță cehoslovacă, sora mai mare a actriței Hana Brejchová. Printre cele mai cunoscute filme ale sale se numără Păianjenul de aur, Capcana lupilor, Baronul de Münchhausen și Pipele.

## Biografie
Jana Brejchová debutează pe ecran de timpuriu, la 13 ani apărând în filmul Pâine cu plumb. În 1956 a absolvit școala, iar în a doua jumătate a anilor 1950 a devenit o vedetă în cinematografia cehă. Marele ei avantaj era carisma ei naturală. În 1958 s-a căsătorit cu renumitul regizor Miloš Forman, de care a divorțat în 1962.
În anii 1960 a avut apariții frecvente în filme străine, inclusiv în lungmetraje din ambele state germane din acea vreme. Pentru prima dată a jucat la DEFA în Der Traum des Hauptmann Loy (Visul căpitanului Loy, 1961) de Kurt Maetzig. Comedia lui Kurt Hoffmann Schloß Gripsholm (Castelul Gripsholm, 1963), a urmat doi ani mai târziu în Republica Federală Germania, unde a jucat rolul principal alături de Walter Giller.

În același an a jucat din nou în RDG, de data aceasta în filmul de televiziune al DFF Der andere neben dir (Lângă tine trăiesc oameni, film TV 1963). Regizat de Ulrich Thein, cu care a fost căsătorită pentru scurt timp. Doi ani mai târziu și-a sărbătorit cel mai mare succes în filmul german cu unul dintre rolurile principale din Das Haus in der Karpfengasse (Casa de pe Karpfengasse, 1965), pentru care a primit mai multe premii și la care au participat, printre alții, Edith Schultze-Westrum și Wolfgang Kieling.
În 1964, Brejchová s-a căsătorit din nou, de data aceasta cu celebrul actor ceh Vlastimil Brodský. Căsătoria a eșuat și au divorțat în 1980. Ambi au apărut împreună de mai multe ori în film, inclusiv în producții germane. Fiica lor, Tereza Brodská, este și ea actriță. În 1998, Jana s-a căsătorit a patra oară, acum cu actorul Jiří Zahajský. 
Sora mai mică a Janei, Hana Brejchová, este, de asemenea, o actriță binecunoscută.

## Filmografie selectivă
- 1954 Pâine cu plumb (Olovený chléb), regia Jirí Sequens
- 1956 Vina lui Vladimir Olmer (Vina Vladimíra Olmera), regia Václav Gajer
- 1957 Păianjenul de aur (Zlatý pavouk), regia Pavel Blumenfeld
- 1958 Capcana lupilor (Vlčí jáma), regia Jiří Weiss
- 1958 Moralitatea doamnei Dulská (Morálka paní Dulské), regia Jiří Krejcík
- 1958 Dorința (Touha), regia Vojtech Jasný
- 1958 Romanța periferiei (Zizkovská romance), regia Zbynek Brynych
- 1959 Sterne im Mai (Maiskije swjosdy)
- 1960 Principiul suprem (Vyšší princip), regia Jiří Krejčík
- 1961 Der Traum des Hauptmann Loy, regia Kurt Maetzig
- 1961 Labirintul inimii (Lavrint srdce), regia Jiří Krejčík
- 1962 Baronul de Münchhausen (Baron Prasil), regia Karel Zeman
- 1962 Concertul mult visat (Pirosbetüs hetköznap), regia Félix Máriássy
- 1964 Curaj pentru fiecare zi (Kazdy den odvahu), regia Evald Schorm
- 1965 Casa de pe Karpfengasse (Das Haus in der Karpfengasse), regia Kurt Hoffmann
- 1965 Fața pierdută (Ztracená tvár), regia Pavel Hobl
- 1966 Pipele (Dýmky), regia Vojtěch Jasný
- 1967 Întoarcerea fiului risipitor (Navrat ztraceneho syna), regia Evald Schorm
- 1967 Noaptea miresei (Noc nevésty), regia Karel Kachyna
- 1968 Maraton (Maratón), regia Ivo Novák
- 1969 Sfârșitul paracliserului (Faráruv konec), regia Evald Schorm
- 1970 L-am ucis pe Einstein, domnilor (Zabil jsem Einsteina, panove), regia Oldřich Lipský
- 1970 Don Juan fără voie (Dábelské líbánky), regia Zdeněk Podskalský
- 1972 Moartea regelui negru (Smrt cerného krále), regia Jirí Sequens
- 1972 Domnișoara Golem (Slecna Golem), regia Jaroslav Balík
- 1974 O noapte la castel (Noc na Karlštejně), regia Zdeněk Podskalský
- 1975 Mobilul unei crime (Motiv pro vrazdu), regia Július Matula, Jirí Svoboda și Tomás Svoboda
- 1976 Revoltă în cosmos (Im Staub der Sterne), regia Gottfried Kolditz : Akala
- 1978 Găină sau vultur (Muz s orlem a slepicí), regia Ivo Novák
- 1980 Fuga de acasă (Úteky domu), regia Jaromil Jires
- 1985 Bisturiul, vă rog! (Skalpel, prosím), regia Jiří Svoboda
- 2000 Cum a fost conceput fratele meu mai mic (Početí mého mladšího bratra), regia Vladimír Drha
- 2006 Kráska v nesnázích, regia Jan Hrebejk

## Premii și nominalizări
- 1960 Premiu la ENVIROFILM - International Environmental Film Festival (Banska Bystrica) pentru filmul Principiul suprem[8]
- 1964 Nominalzare la Premiul Deutscher Filmpreis de Aur – ca Cea mai bună actriță[9]
- 1965 Deutscher Filmpreis de Aur – ca Cea mai bună actriță pentru Das Haus in der Karpfengasse[9]
- 1968 Premiul publicului la Pilsen Film Festival ca Cea mai populară actriță[9]
- 1969 Premiul publicului la Pilsen Film Festival ca Cea mai populară actriță[9]
- 2007 Leul Republicii Cehe – ca Cea mai bună actriță într-un rol secundar pentru filmul Kráska v nesnázích[9]